# ジェームズ・バリー (第4代バリーモア伯爵)
第4代バリーモア伯爵ジェームズ・バリー（英語: James Barry, 4th Earl of Barrymore PC (Ire)、1667年 – 1748年1月5日）は、アイルランド貴族、ジャコバイト。

## 生涯

### 初期の経歴
第2代バリーモア伯爵リチャード・バリーと3人目の妻ドロシー・フェラー（Dorothy Ferrar、ジョン・フェラーの娘）の息子として、1667年に生まれた。1699年4月17日に異母兄ローレンスが死去すると、バリーモア伯爵の爵位を継承、1704年2月14日にアイルランド貴族院議員に就任した。

### ステュアート朝での軍歴と政歴
1688年に名誉革命が勃発すると、同年12月31日にオラニエ公ウィレム3世の軍勢で中佐になり、1693年にいったん陸軍から身を引いたものの1702年3月に歩兵連隊隊長の職を購入、以降1715年まで務めた。スペイン継承戦争では初代ゴールウェイ伯爵ヘンリー・デ・マシューの配下で歩兵連隊を率いていたが、1707年4月25日にアルマンサの戦いで敗れて捕虜になった。同年に准将に昇進した後、1709年に少将に昇進、同年5月に捕虜になり、8月に捕虜交換で釈放されて帰国、1710年1月に中将に昇進した。
グレートブリテン議会では1710年イギリス総選挙でストックブリッジ選挙区から出馬して当選した。当選時点ではトーリー党所属とされたが、1713年6月までに「気まぐれな」（whimsical）トーリー党員になったとされた。また、同時期にも軍務を続け、1711年に再びスペイン行きとなり、1712年秋にいったん帰国したが1713年2月には再びスペインに滞在、4月までに帰国した。1713年イギリス総選挙ではストックブリッジ選挙区のほか、義父第4代リヴァーズ伯爵リチャード・サヴェージの影響力を借りてウィガン選挙区でも出馬したが、両選挙区とも落選に終わった。バリーモア伯爵は選挙申立を行い、ウィガン選挙区での申立は却下されたが、ストックブリッジ選挙区で当選したサー・リチャード・スティールが議会から追放されたためバリーモア伯爵は議員に復帰することができた。そして、バリーモア伯爵は次の総選挙である1715年イギリス総選挙までにウィガンでの足場を固め、今度は当選に成功した。また、1714年1月29日にはアイルランド枢密院の枢密顧問官に任命されている。

### ハノーヴァー朝において
1715年ジャコバイト蜂起が勃発すると、バリーモア伯爵は歩兵連隊隊長の職を解かれ、さらに反逆罪で逮捕されたが、決定的な証拠は見つからなかったという。1715年以降はハノーヴァー朝の時期であり、トーリー党員であるバリーモア伯爵は常に野党の一員として投票した。1722年イギリス総選挙で再選した後、1727年イギリス総選挙でいったん引退したが、1734年イギリス総選挙では反ロバート・ウォルポール勢力に加わるために再出馬して議員に復帰した。

### ジャコバイト蜂起への関与
1740年に軍事専門家としてイングランドのジャコバイトとジェームズ老僭王の議論に加わるようになり、バリーモア伯爵はフランス王が援軍を出した場合にそれに加わるようフランスのフルーリー枢機卿に承諾した。1742年春にイギリス軍がフランドル地方に派遣されることが決まると、バリーモア伯爵はイギリス軍が出発すると、老僭王は「1万のフランス軍をとともにサセックス、ケント、またはエセックスの海岸に上陸して、そのままロンドンまで進軍すべき」とし、第2代アーガイル公爵ジョン・キャンベルにも助言を求めたが、アーガイル公爵はバリーモア伯爵からの手紙を政府に転送し、バリーモア伯爵の計画が公開された。これにより、バリーモア伯爵は挫折してアイルランドに引退せざるをえなかった。
1743年にフルーリー枢機卿が死去すると、フランスはイギリス侵攻計画に取り掛かり、バリーモア伯爵は1万2千ポンドの資金援助を約束したが、1744年2月末にイギリス政府がバリーモア伯爵の侵攻計画への関与の証拠を掴んだため逮捕された。バリーモア伯爵は容疑を否認し、3月末にフランスが侵攻計画を諦めるまで軟禁された。以降もフランスに侵攻を要請し続け、1745年にチャールズ若僭王がスコットランドに上陸した後はフランス軍の上陸を待ちわびたが、チャールズ若僭王が11月にバリーモア伯爵宛てに書いた手紙が長男ジェームズ（ジェームズは父と違い、政府を支持した）によってチェシャーの微罪判事に届けられた。チャールズがダービーまで進軍したため、バリーモア伯爵の次男リチャードは伯爵からの手紙をダービーに届けたが、チャールズはその2日前に北へ引き返した。
1745年ジャコバイト蜂起が鎮圧された後、バリーモア伯爵が蜂起に関与した事実は1747年の第11代ラヴァト卿サイモン・フレイザーの裁判で公開されたが、政府はそれ以上の訴追を行わなかった。1748年1月5日に死去、キャッスルライアンズで埋葬された。3人目の妻との間の息子ジェームズが爵位を継承した。第4代バリーモア伯爵の死により、イングランドのジャコバイトは指導者を失い、打ちしおれたままとなった。

## 家族
エリザベス・ボイル（Elizabeth Boyle、1662年2月13日洗礼 – 1703年、チャールズ・ボイルの娘）と結婚、1女をもうけた。
- アン - ジェームズ・モール（James Maule）と結婚

1706年6月、エリザベス・サヴェージ（Elizabeth Savage、1714年3月19日没、第4代リヴァーズ伯爵リチャード・サヴェージの娘）と再婚、1女をもうけた。
- ペネロープ（Penelope） - ジェームズ・チャムリー（英語版）と結婚、1736年に離婚

1716年7月12日、アン・チチェスター（Anne Chichester、1753年12月6日没、第3代ドネガル伯爵アーサー・チチェスターの娘）と再婚、4男2女をもうけた。
- ジェームズ（1717年 – 1751年） - 第5代バリーモア伯爵。子供あり
- リチャード（1787年11月23日没） - 1749年、ジェーン・ハイド（Jane Hyde、アーサー・ハイドの娘）と結婚
- アーサー（1770年没）
- ジョン（1725年7月28日 – ?） - 1746年、ドロシー・スミス（Dorothy Smith、ヒュー・スミスの娘）と結婚、子供あり
- キャサリン（1738年没）
- アン（1758年3月21日没） - テイラー姓の男性と結婚